# Tretakt/Takissaba
Tretakt/Takissaba är ett musikalbum av Ellika Frisell och Solo Cissokho, utgivet 2002 av Xource Records.

## Låtlista
1. "Brödkakan / Kodinadioulou" (Trad. e. Nils Agenmark/Trad.) – 4:15
2. "Schottis efter Per Myhr / Nouria" (Trad. e. Per Myhr/Solo Cissokho) – 5:34
3. "Takissaba polska" (Trad.) – 5:18
4. "Mama Tonkara" (Solo Cissokho) – 8:07
5. "The Violin Is Waiting for the Kora" (Ellika Frisell) – 6:30
6. "Konkoba" (Solo Cissokho) – 5:38
7. "Lyckovalsen / Soum Soum" (Ellika Frisell/Solo Cissokho) – 7:01
8. "Bingsjöpolskan / Dounia" (Trad.) – 2:32
9. "Mambore / Trädgårdsvalsen" (Solo Cissokho/Ellika Frisell) – 2:50
10. "Lilla långdansen / Saara" (Trad. e. Nils Agenmark/Solo Cissokho) – 8:33

Total tid: 56:23
- Arrangemang:
- Ellika Frisell & Solo Cissokho (1b, 2a, 3, 8)

## Medverkande
- Ellika Frisell — fiol, altfiol
- Solo Cissokho — sång, kora